# Arvid Wretlind
Karl Arvid Johannes Wretlind (* 28. Januar 1919 in Avesta; † 26. August 2002) war ein schwedischer Mediziner, der die intravenöse Ernährung entwickelte.

## Leben
Wretlind studierte Medizin am Karolinska-Institut in Stockholm.
Clarence Crafoord, der im Zweiten Weltkrieg Chirurgie studiert hatte und von der intravenösen künstlichen Ernährung beeindruckt war, obgleich die Lösungen noch nicht optimal waren, weckte Wretlinds Interesse an der intravenösen Ernährung. Ende der 1940er-Jahre entwickelte Wretlind zusammen mit Ivan Hâkansson eine Aminosäure-Lösung, die bis Mitte der 1980er-Jahre Verwendung fand. Von 1949 bis 1962 war er am Karolinska-Institut Assistenzprofessor für Pharmakologie. In dieser Zeit führte er die wichtigsten Grundlagenforschungen für eine sichere künstliche Ernährung durch. Parallel entwickelte er von 1954 bis 1962 die Fettemulsion Intralipid für den intravenösen Gebrauch.
1968 begann er an der Universität Stockholm und am Karolinska Ernährungskurse abzuhalten. Von 1975 bis 1977 war er Professor für Allgemeine Ernährung und im Anschluss daran bis 1979 Leiter des Vitrum Institute for Human Nutrition. Von 1979 bis 1990 hatte er das Direktorium des Cutter-Vitrum Institute for Human Nutrition an der University of California, Berkeley, inne.